# 2016-os angol labdarúgókupa-döntő
A 2016-os angol labdarúgókupa-döntő a 135. döntő a világ legrégebbi labdarúgó-versenyének, az FA-kupának a történetében. A mérkőzést a Wembley Stadionban, Londonban rendezték 2016. május 21-én.

## Út a döntőbe
| Crystal Palace | Crystal Palace | Crystal Palace | Forduló      | Manchester United | Manchester United | Manchester United |
| -------------- | -------------- | -------------- | ------------ | ----------------- | ----------------- | ----------------- |
|                |                |                |              |                   |                   |                   |
| Ellenfél       | Eredmény       | Újrajátszás    |              | Ellenfél          | Eredmény          | Újrajátszás       |
| Southampton    | 2–1            |                | Harmadik kör | Sheffield United  | 1–0               |                   |
| Stoke City     | 1–0            |                | Negyedik kör | Derby County      | 3–1               |                   |
| Tottenham      | 1–0            |                | Ötödik kör   | Shrewsbury Town   | 3–0               |                   |
| Reading        | 2–0            |                | Hatodik kör  | West Ham United   | 1–1               | 2–1               |
| Watford        | 2–1            |                | Elődöntő     | Everton           | 2–1               |                   |

## Háttér
A Manchester United a 18. FA-kupa döntőjét vívta, és 11. győzelmével beérte a rekordtartó Arsenált.
Utoljára 2007-ben játszottak finálét, akkor a Chelsea hosszabbítás után 2–1-re legyőzte őket a Wembleyben. Utolsó győzelmüket 2004-ben aratták, a Millwallt győzték le 3–0-ra, még a Millennium stadionban rendezett mérkőzésen.
A Crystal Palace mindössze egy elvesztett döntőt játszott, éppen a Manchester United ellen 1990-ben.

## Jegyek
Mindkét csapat 28 780 jegyet kapott, ez növekedés volt, miután az előző években 71%-át, ezúttal a jegyek 80%-át kapta meg a két csapat szurkolótábora. A jegyek olcsóbbak is lettek az előző évekhez képest, 5 fontba került egy-egy belépő.

## A mérkőzés előtt
Érdekesség, hogy május 7-én a Wembleyben egy videójáték-versenyt rendeztek, a végső győztes nyereménye egy belépő volt a fináléra.

## A mérkőzés

### Összefoglaló
A Crystal Palace a 78. percben szerezte meg a vezetést, amikor Joel Ward tért ölelő passzát Jason Puncheon bevitte a büntetőterületen belülre, aki higgadtan David de Gea kapujába lőtt. A 81. percben Juan Mata egyenlített, miután Wayne Rooney keresztlabdája után lövése irányt változtatott a gólszerző Ward lábán és így jutott a hálóba. A hosszabbítás Chris Smallingot a 105. percben kiállították, azonban az emberhátrányban játszó Manchester United Jesse Lingard 110. percben lőtt góljával megszerezte a győzelmet.
| 2016. május 21. 18:30 CEST |

| Crystal Palace | 1–2 (h. u.)                 | Manchester United     |
| -------------- | --------------------------- | --------------------- |
| Puncheon 78'   | (0–0, 1–1, 1–1) Jegyzőkönyv | 81' Mata 110' Lingard |

| Wembley Stadion, London Nézőszám: 88 619 Játékvezető: Mark Clattenburg |

| Crystal Palace | Manchester United |

| GK          | 13 | Wayne Hennessey   |      |       |
| RB          | 2  | Joel Ward         |      |       |
| CB          | 6  | Scott Dann        | 47'  | 90+4' |
| CB          | 27 | Damien Delaney    | 62'  |       |
| LB          | 23 | Pape Souaré       |      |       |
| CM          | 15 | Mile Jedinak      |      |       |
| CM          | 18 | James McArthur    | 108' |       |
| RW          | 11 | Wilfried Zaha     |      |       |
| AM          | 7  | Yohan Cabaye      |      | 72'   |
| LW          | 10 | Yannick Bolasie   |      |       |
| CF          | 21 | Connor Wickham    |      | 86'   |
| Cserék:     |    |                   |      |       |
| GK          | 1  | Julián Speroni    |      |       |
| DF          | 3  | Adrian Mariappa   |      | 90+4' |
| DF          | 34 | Martin Kelly      |      |       |
| MF          | 26 | Bakary Sako       |      |       |
| MF          | 42 | Jason Puncheon    |      | 72'   |
| FW          | 16 | Dwight Gayle      |      | 86'   |
| FW          | 25 | Emmanuel Adebayor |      |       |
| Menedzser:  |    |                   |      |       |
| Alan Pardew |    |                   |      |       |

| GK             | 1  | David de Gea        |           |     |
| RB             | 25 | Antonio Valencia    |           |     |
| CB             | 12 | Chris Smalling      | 18′, 105′ |     |
| CB             | 17 | Daley Blind         |           |     |
| LB             | 5  | Marcos Rojo         | 40'       | 66' |
| CM             | 16 | Michael Carrick     |           |     |
| CM             | 10 | Wayne Rooney        | 87'       |     |
| RW             | 8  | Juan Mata           | 45'       | 90' |
| AM             | 27 | Marouane Fellaini   | 101'      |     |
| LW             | 9  | Anthony Martial     |           |     |
| CF             | 39 | Marcus Rashford     |           | 72' |
| Cserék:        |    |                     |           |     |
| GK             | 20 | Sergio Romero       |           |     |
| DF             | 4  | Phil Jones          |           |     |
| DF             | 36 | Matteo Darmian      |           | 66' |
| MF             | 18 | Ashley Young        |           | 72' |
| MF             | 21 | Ander Herrera       |           |     |
| MF             | 28 | Morgan Schneiderlin |           |     |
| MF             | 35 | Jesse Lingard       | 111'      | 90' |
| Menedzser:     |    |                     |           |     |
| Louis van Gaal |    |                     |           |     |